# John Fitzpatrick
John Fitzpatrick (ur. 9 czerwca 1943 roku w Birmingham) – brytyjski kierowca wyścigowy. Właściciel i dyrektor zespołu John Fitzpatrick Racing.

## Kariera
Fitzpatrick rozpoczął karierę w międzynarodowych wyścigach samochodowych w 1964 roku od startów w European Touring Car Championship oraz w British Saloon Car Championship. W BTCC uzbierane 38 punktów pozwoliło mu zdobyć tytuł wicemistrza serii, a dwa lata później świętował tam mistrzowski tytuł. W późniejszych latach Brytyjczyk pojawiał się także w stawce German Racing Championship, European GT Championship, Hardie-Ferodo 1000, 12-godzinnego wyścigu Sebring, World Sportscar Championship, 24-godzinnego wyścigu Daytona, 24-godzinnego wyścigu Le Mans, World Sportscar Championship, All Japan Sports-Prototype Championship, World Challenge for Endurance Drivers, IMSA Camel GT Challenge, James Hardie 1000, World Championship for Drivers and Makes, IMSA Camel GT Championship, Australian Endurance Championship, All Japan Sports Prototype Car Endurance Championship, MG Metro Challenge Great Britain, European Touring Car Championship, FIA World Endurance Championship, Norisring Trophäe, Can-Am oraz European Endurance Championship.